# NGC 3043
NGC 3043 este o galaxie spirală situată în constelația Ursa Mare. A fost descoperită în 19 martie 1790 de către William Herschel. Se află la o distanță de 33,42 de megaparseci de Pământ.